# Archiprezbiteraty warmińskie
Archiprezbiteraty warmińskie (dekanaty przed 1525).
Diecezja warmińska do roku 1525 podzielona była na 14 archiprezbiteratów (odpowiednik dekanatów): braniewski, elbląski, fromborski, krzyżborski, ornecki, pieniężnieński, iławecki, dobromiejski, lidzbarski, jeziorański, biskupiecki, frydlądzki, reszelski i sępopolski. Po wprowadzeniu na terenie Prus Książęcych jako obowiązującego wyznania luterańskiego przez księcia Albrechta odpadły archiprezbiteraty wraz z parafiami w miejscowościach: Krzyżbork (niem. Kreuzburg, dziś w obwodzie królewieckim), Iława Pruska (niem. Preußisch Eylau, ros. Bagrationowsk, obecnie w obwodzie królewieckim), Frydląd (niem. Friedland, ros. Prawdinsk w obwodzie królewieckim) i Sępopol. W 1525 r. z ogólej liczby 243 kościołów (parafialnych i filialnych) 143 odpadły na rzecz nowego wyznania, lub zostały opuszczone.
W 1772 parafii było 78.

## I Archiprezbiterat braniewski
Parafie:

Braniewo, Błudowo z kościołami filialnymi w Lancke i Rüdigersdorf, Bałga, Chruściel, Gronowo, Świętomiejsce (Święta Siekierka, niem. Heiligenbeil, ros. Mamonowo), Lipowina, Pęciszewo, Szalmia z kościołem filialnym w Pierzchałach, Tyrowo, Wielkie Wierzno i Żelazna Góra.

## II Archiprezbiterat elbląski
Parafie:

Elbląg – parafia Starego Miasta, Elbląg – parafia Nowego Miasta, Ławki, Marianka, Młynary z kościołami filialnymi w Młynarskiej Woli i Zastawno, Nowica, Pomorska Wieś, Przezmark i Wilczęta.

## III Archiprezbiterat fromborski
Parafie:

Frombork z kościołem filialnym w Biedkowie, Błudowo z kościołem filialnym Stare Siedlisko, Milejewo, Łęcze, Pogrodzie i Tolkmicko.

## IV Archiprezbiterat krzyżborski
Parafie:

(Teren obwodu królewieckiego) Krzyżbork, Pokarmin (niem. Brandenburg, ros. Uszakowo), Burkat (niem. Borchersdorf), Królewiec – południowa część do rzeki Pregoły, Haffstrom (lub Haberstroh), Löwenhagen, Lichtenhagen, Ludwigswalde, Mahnsfeld, Neuendorf, Ottenhagen, Pörschken, Pregelswalde, Starkenberg, Seligenfeld, Steinbeck, Tharau, Fuchsberg i Tiefenthal.

## V Archiprezbiterat ornecki
Parafie:

Orneta z kościołem filialnym w Opinie, Bażyny, Bieniewo z kościołami filialnymi w Piotraszewie i Wolnicy, Boguchwały, Dobry, Ełdyty, Lubomino, Miłakowo z kościołem filialnym w Książniku, Osiek, Wapnik i Wilczkowo z kościołem filialnym w Rogiedlach.

## VI Archprezbiterat pieniężneński
Parafie:

Pieniężno z filią Łajsy, Babiak, Dębowiec, Długobór, Henrykowo, Hermsdorf (lub Hermansdorf), Lechowo, Mingajny, Osetnik, Piotrowiec z filią Piele, Pluty, Płoskinia, Radziejewo, Cynty (niem. Zinten), Tolkowiec i Wyszkowo.

## VII Archiprezbiterat iławecki
Parafie:

Iławka Pruska, Abschwangen, Almenhausen, Klein Dexen, Dollstädt, Domnowo (niem. Domnau), Jazowo (niem. Jessau), Kruki (niem. Krücken), Mühlhausen, Schmoditten, Trinkheim, Underwangen i Lauth.

## VIII Archiprezbiterat dobromiejski
Parafie:

Dobre Miasto, Bartąg, Butryny, Dywity, Gietrzwałd, Głotowo, Brąswałd, Gryźliny, Jonkowo, Klebark, Klewki, Kwiecewo z kościołem filialnym w Cerkiewniku, Nowe Kawkowo, Olsztyn z kościołem filialnym w Gutkowie, Orzechowo z kościołem filialnym w Jesionowie, Purda, Sętal, Sząbruk, Świątki z kościołem filialnym w Skolitach i Wrzesina. (Różynka kościół zniszczony ok. 1525)

## IX Archiprezbiterat lidzbarski
Parafie:

Lidzbark Warmiński z filią Kłębowo, Bartoszyce, Borki, Galiny z filią Krawczyki, Górowo Iławeckie, Kraszewo z filią Jarandowo, Krekole, Wiewiórki, Rodnowo, Rogóż, Runowo z filią Ignalin, Wojciechy i Pieszkowo.

## X Archiprezbiterat jeziorański
Parafie:

Jeziorany z filią Tłokowo, Barczewko, Barczewo, Biesowo, Bisztynek, Blanki z filią Kochanówka, Kiwity z filią Sułowo, Lutry, Paluzy, Radostowo z filią Frączki, Ramsowo z filią Bartołty, Wozławki i Żegoty. (Kościoły zniszczone przed 1525: Prosity, Franknowo, Lamkowo, Zerbuń i Tuławki).

## XI Archiprezbiterat biskupiecki
Parafie:

Biskupiec, Dźwierzuty, Mrągowo, Nawiady, Pasym, Rańsk, Sorkwity, Szczytno, Bęsia (parafia nie istnieje od XVI w.), kościoły zniszczone w XVI w. – Wielbark, Jedwabno, Dąbrowa, Łupowo, Rybno i Kobułty.

## XII Archiprezbiterat frydlądzki
Parafie:

Frydląd, Łyna (niem. Allenau), Zawady (niem. Auglitten), Engelau, Friedenberg, Georgenau, Kleinschönau, Łozy (niem. Klingenberg), Pełkity (niem. Polkitten), Peterswalde, Szczurkowo, Schönwalde, Stockheim, Welawa (niem. Wehlau, ros. Znamiensk), Deutsch Wilten, Böttchersdorf. (Kościoły zniszczone w XVI w.: Wystruć (niem. Insterburg, ros. Czerniachowsk), Norkity (niem. Norkitten), Puschdord i Kortmedien).

## XIII Archiprezbiterat reszelski
Parafie:

Reszel, Biała Piska, Boże, Czerniki z kościołem filialnym w Sterławkach Wielkich, Drygały, Ełk, Garbno, Giżycko, Grzęda, Gudniki, Kętrzyn, Kolno, Kraskowo, Kumielsk, Leginy, Lipka, Lisewo, Łankiejmy, Miłki, Okartowo z kościołem filialnym w Orzyszu, Pilec z kościołem filialnym w Bezławkach, Radzieje, Sątopy, Pisz, Szestno, Starynia, Stare Juchy z kościołem filialnym w Stradunach, Unikowo z kościołem filialnym w Rynie Reszelskim i Winda.

## XIV Archiprezbiterat sępopolski
Parafie:

Sępopol, Asuny, Barciany, Wilkowo Wielkie – Drogosze, Radosze, Garbno (kościół wysadzony po stronie polskiej granicy), Gierdawa (niem. Gerdauen, ros. Żeleznodorożnyj), Kosakowo (zniszczony przez Tatarów 1657 gm. Srokowo), Lipica, Lwowiec, Łabędnik, Dzietrzychowo, Momajny, Mołtajny, Parys, Nordenbork (niem. Nordenburg, ros. Kryłowo), Sątoczno, Sokolica, Srokowo, Węgielsztyn, Kraskowo (niem. Schönau).